# ماریو ماجرونی
ماریو ماجرونی (به انگلیسی: Mario Majeroni) یک هنرپیشه اهل ایالات متحده آمریکا بود.
از فیلم‌ها یا مجموعه‌های تلویزیونی که وی در آن‌ها نقش داشته‌است می‌توان به بلبل، دیکتاتور، شرلوک هولمز اشاره نمود.